# Джозеф Хейс
Джозеф Хейс (англ. Joseph Hayes) (1949) — ірландський дипломат. Надзвичайний і Повноважний посол Ірландії в Чехії та в Україні за сумісництвом.

## Життєпис
Джозеф Хейс служив послом Ірландії в КНР (1995 - 1999), в Чехії та в Україні (2001 - 2005), в Данії та Ісландії (2006 - 2010), а також в Сінгапурі, Індонезії, Філіппіни, Бруней і Східний Тимор (2010 - 2014). 
Він був першим послом Ірландії в АСЕАН (Асоціація держав Південно-Східної Азії) і губернатор ASEF (The Asia Foundation Europe). Він надавав багато уваги відносинам Ірландії з Азією і просування зовнішніх інтересів. Він підготував першу стратегію Ірландії, щодо Азії і створив перший блок Департаменту сприяння розвитку торгівлі. Джозеф Хейс пішов у відставку з державної служби в 2014 році.